# Vĩnh Điều
Vĩnh Điều là một xã thuộc huyện Giang Thành, tỉnh Kiên Giang, Việt Nam.

## Địa lý
Xã Vĩnh Điều có vị trí địa lý:
- Phía đông giáp xã Vĩnh Phú
- Phía tây giáp xã Tân Khánh Hòa và xã Phú Lợi
- Phía nam giáp huyện Kiên Lương
- Phía bắc giáp Campuchia.

Xã Vĩnh Điều có diện tích 102,73 km², dân số năm 2020 là 6.635 người, mật độ dân số đạt 65 người/km².

## Hành chính
Xã Vĩnh Điều được chia thành 6 ấp: Cống Cả, Đồng Cừ, Nha Sáp, Tà Êm, Tràm Trổi, Vĩnh Lợi.

## Lịch sử
Sau năm 1975, Vĩnh Điều là một xã thuộc huyện Hà Tiên cũ.
Ngày 21 tháng 4 năm 1999, Chính phủ ban hành Nghị định số 28/1999/NĐ-CP. Theo đó, đổi tên huyện Hà Tiên thành huyện Kiên Lương và 
xã Vĩnh Điều thuộc huyện Kiên Lương.
Ngày 7 tháng 2 năm 2005, Chính phủ ban hành Nghị định 15/2005/NĐ-CP về việc thành lập xã Vĩnh Phú thuộc huyện Kiên Lương trên cơ sở 12.366,07 ha diện tích tự nhiên và 7.426 nhân khẩu của xã Vĩnh Điều.
Sau khi thành lập xã Vĩnh Phú, xã Vĩnh Điều còn lại 9.765,18 ha diện tích tự nhiên và 3.637 nhân khẩu.
Ngày 29 tháng 6 năm 2009, Chính phủ ban hành Nghị quyết số 29/NQ-CP về việc chuyển xã Vĩnh Điều thuộc huyện Kiên Lương về huyện Giang Thành mới thành lập quản lý.